# Kranen 9
Kranen 9 är en fastighet med ett kontorshus som ligger på Isbergs gata 15 på Dockan i Malmö. Fastigheten ägs av Wihlborgs Fastigheter AB. Byggnaden ritades av Peter Torudd Arkitekter med Tyréns som byggnadskonstruktör. Kända företag med kontor i Kranen 9 är Tyréns.

## Utmärkelser
Byggnaden tilldelades 2002 Malmös stadsbyggnadspris.

## Bilder

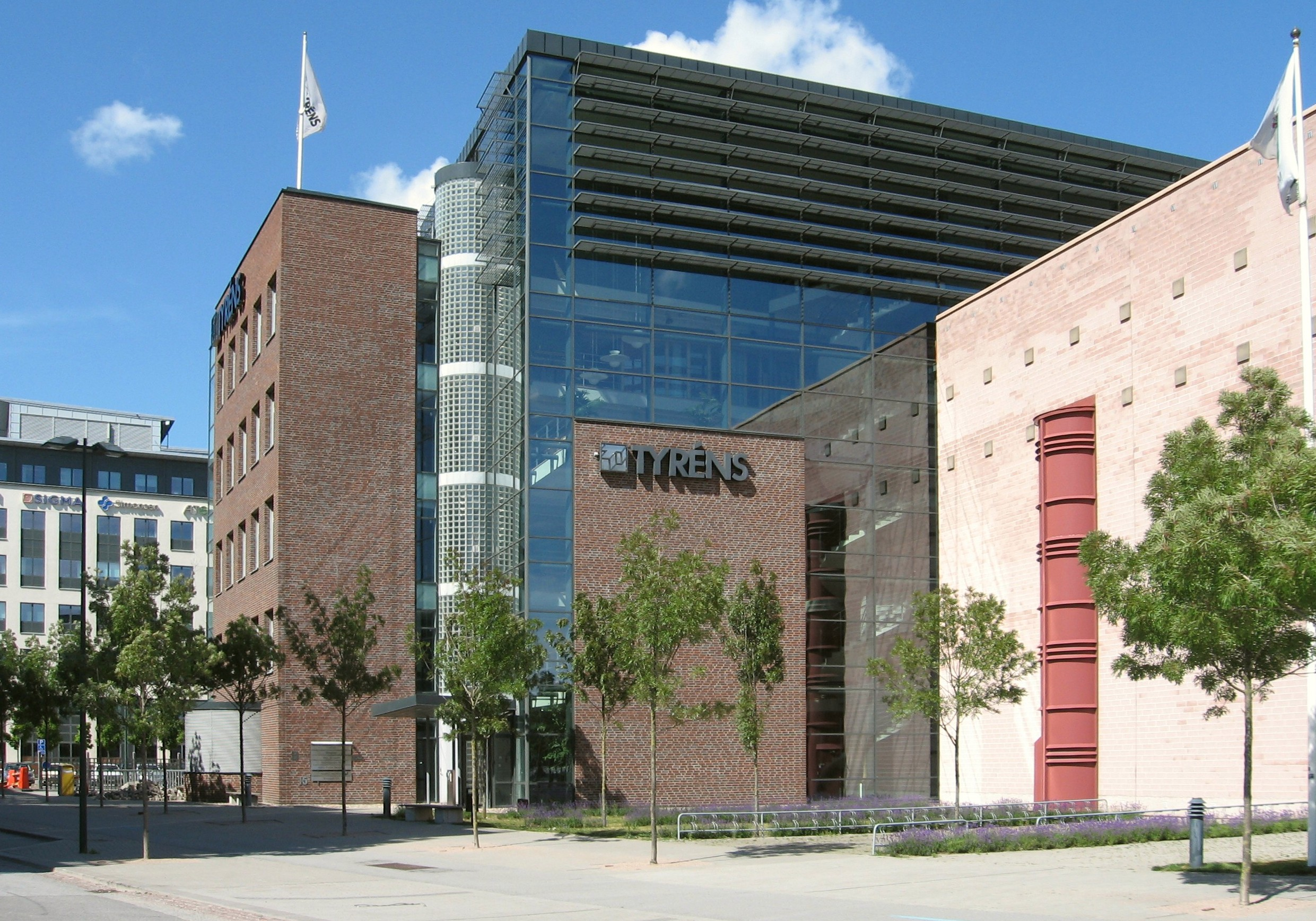
Kranen 9
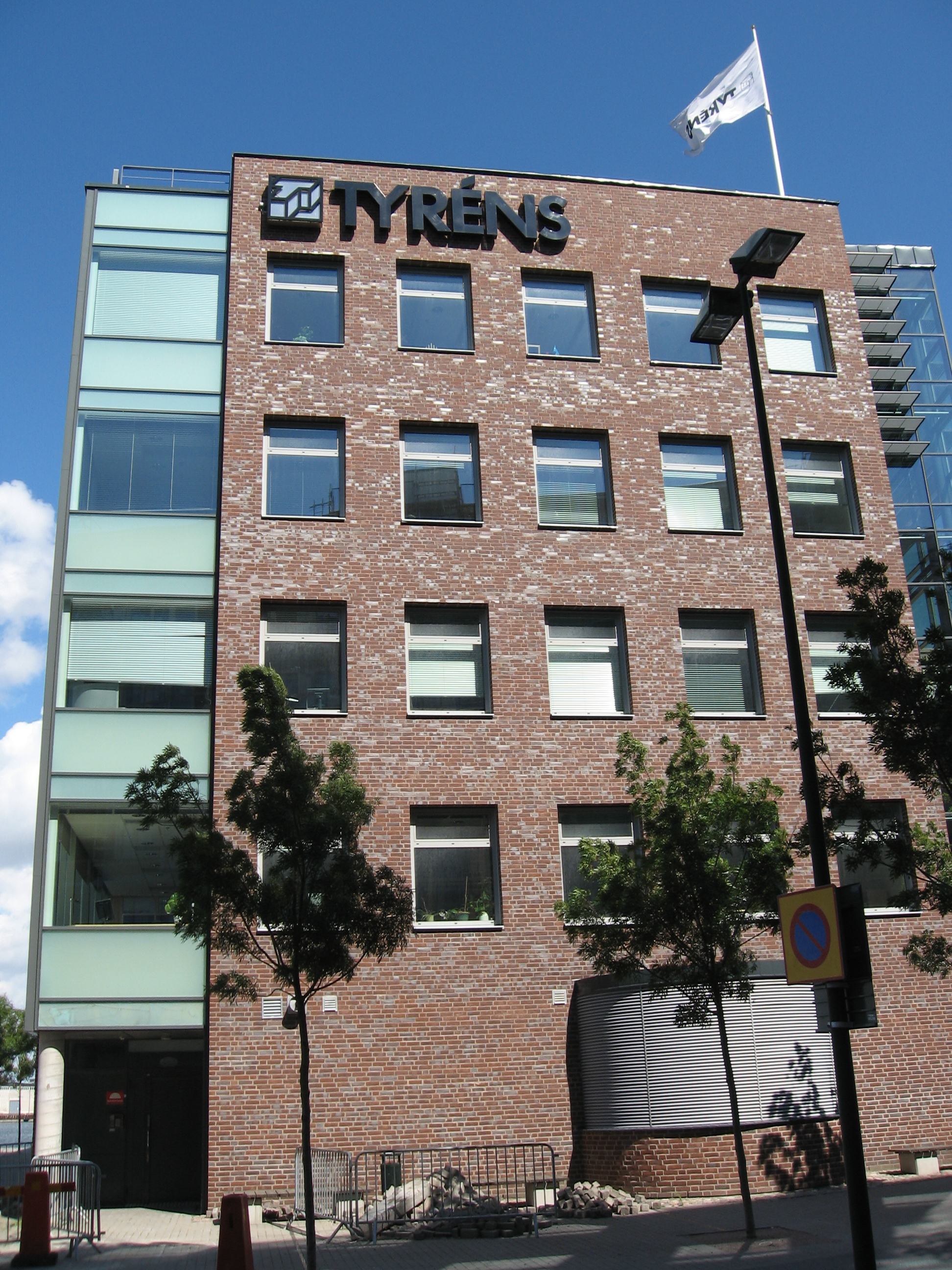
Kranen 9